# Ermita de Nuestra Señora de la Cabeza (Pozoamargo)

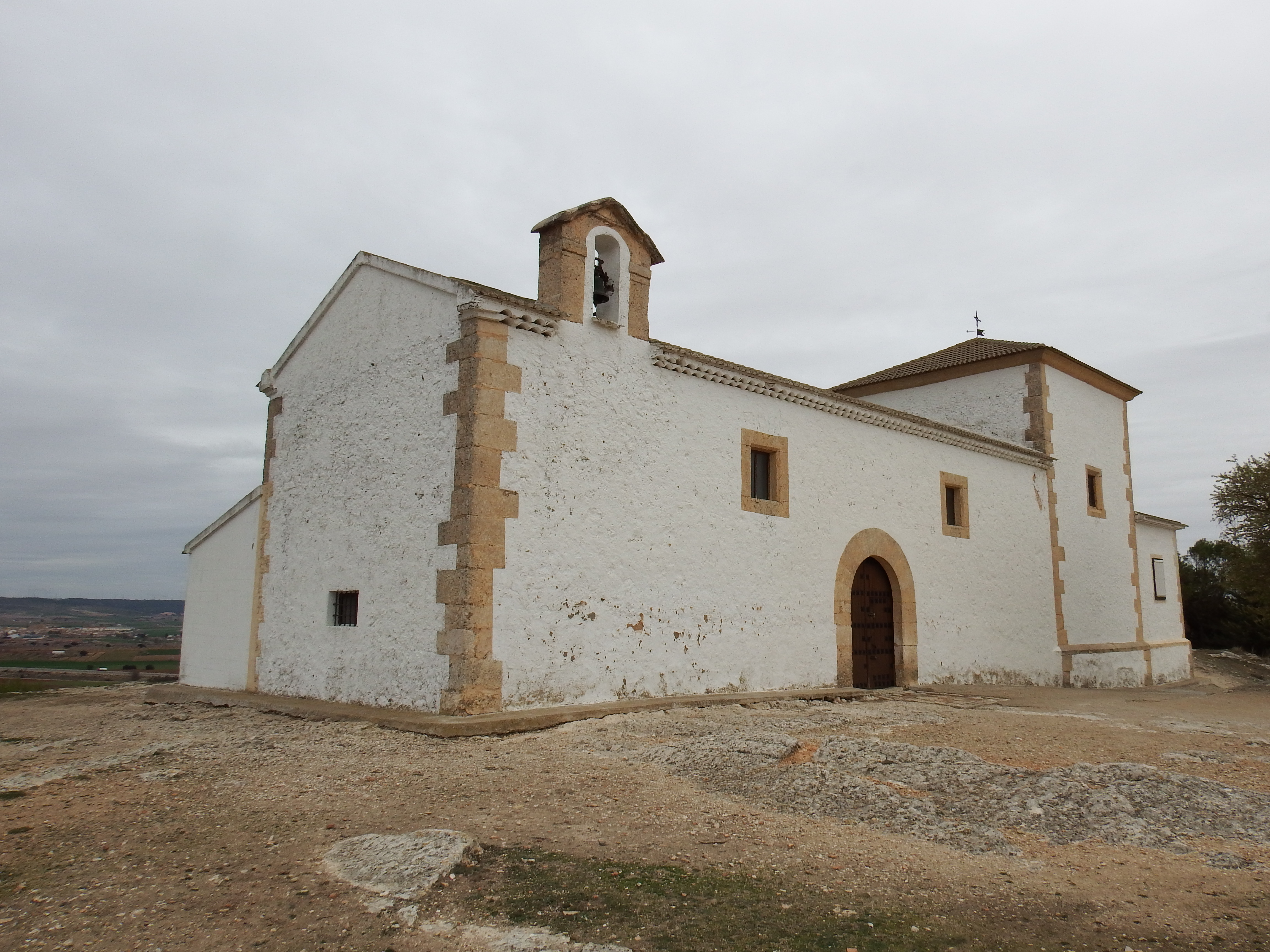
Ermita de Nuestra Señora de la Cabeza, Pozoamargo

La ermita de Nuestra Señora de Cabeza es un lugar de oración situado en lo alto del cerro del Cabezo o de La Pelenchona, y próximo al pueblo de Pozoamargo, en Cuenca. Su construcción data de los primeros años del siglo XVII, gracias a las donaciones voluntarias del pueblo devoto de la Virgen de la Cabeza.

## Historia

### Construcción original
Este proyecto vio la luz en los años previos al 1610, fecha en la cual se registró la primera visita, y se inició, seguramente promovido por algún vecino del pueblo, formándose una Junta Rectora, que más tarde se encargaría de canalizar los ingresos y gastos. A su vez, dentro de esta Junta Rectora, los mayordomos serían responsables de la administración de todas las donaciones que la ermita en cuestión recibiera.
Para su construcción, durante estos años se realizó la compra de un haza en lo alto del cerro, para así ubicar la ermita, y empezar a excavar cimientos, hacer una “calera” para su servicio y poner andamios y puertas. Según documentos escritos la deuda se elevó a 21.099 maravedís
.
Se calcula que la construcción del edificio original finaliza entre el 1610 y el 1614, ya que se registra la liquidación de la teja necesaria para cubrirlo. Al mismo tiempo, aparece una nota que prohíbe a los ganados acercarse a sus aledaños: <<Que no hagan sesteros ni majadas junto a la ermita>>. También debieron realizarse obras de acondicionamiento en el exterior del edificio.
Los cuatro años posteriores se dedican al interior de la ermita, donde se realiza la construcción del primer altar, los poyos, las gradas, una ventana y, finalmente, se allana el suelo de tierra; y al tejado de la ermita, donde se construyó el campanario.
A partir del 1622, las obras de la ermita se paralizaron durante once años. Posiblemente, estos años debieron dedicarse a recoger fondos para así equilibrar las deudas acumuladas en los años precedentes.
La finalización de la obra original de planta rectangular debió de realizarse en la siguiente década, ya que a partir del 1643 la ermita empieza a utilizarse como lugar de culto y todas las liquidacoines aparecen acompañadas del concepto "Misas". 

## Reformas
En los años posteriores, también se realizaron obras, pero éstas estaban destinadas a conservar y remodelar la obra original.

### Primera reforma
En primer lugar, la primera gran reforma se realizó 117 años después de su construcción, entre los años 1760 y 1765, y se remodelaron tanto el exterior como el interior, dando cuerpo a la estructura de la ermita que actualmente conocemos. En el exterior se colocan piedras trabajadas tanto en las ventanas como en las esquinas; y en el interior se hace la cúpula central y se trabajan las bóvedas y arcos para una nueva cubierta. 
Esta serie de reformas aportó importantes ingresos, ya que se registró una sucesión de festejos una vez terminadas las primeras reformas.

### Segunda reforma
Tuvo lugar un siglo más tarde, entre los años 1865 al 1870, y actuó solamente sobre el exterior del edificio. Se construyó el atrio que hay delante del edificio con restos de columnas y sillares procedentes de una anterior ermita del pueblo que fue derruida; y también se restauró el empedrado de la puerta principal de la ermita, donde está representada una rosa de los vientos con ocho brazos de piedra (cuatro más grandes y cuatro más pequeños) que indica la posición de los cuatro puntos cardinales principales (los brazos más largos) y los cuatro intermedios (los brazos más cortos).

### Tercera reforma
Las siguientes remodelaciones se ejecutaron en la segunda mitad del siglo XX.
En esta ocasión se remodeló totalmente el camarín donde se sitúa la imagen de la Virgen, y se derribaron el coro y el púlpito. De esta manera, la nave rectangular que conforma la ermita quedó más diáfano, y con las paredes limpias. Actualmente podemos apreciar esta imagen dentro de dicho camarín.
También se aprovechó para derribar la vieja casa del santero, arreglar y reforzar las paredes del atrio, y, por último, levantar toda la cubierta del edificio, reforzarla y volverla a cubrir con teja nueva. 
El resultado final de todas estas reformas sobre la construcción original, es un edificio de planta rectangular totalmente diáfano, con la entrada orientada el mediodía, cúpula a mayor altura que el resto del edificio, y ábside que sirve de camarín de la venerada Virgen de la Cabeza y de altar para ofrendar misas y actos oficiales.